# Mangifera casturi
Mangifera casturi  cunoscută și sub denumirea  Mango de Kalimantan   sau  Kasturi este o specie de plante din familian Anacardiaceae , fiind un endemism din Indonezia.